# Thomas Lauderdale
Thomas Mack Lauderdale (ur. 14 lipca 1970 w Oakland, Kalifornia) – amerykański muzyk, pianista, twórca i lider zespołu Pink Martini.

## Życiorys
Thomas Mack Lauderdale urodził się w 1970 w Oakland w Kalifornii i został adoptowany przez Kerby’ego Roya i Lindę Sue. W 1972 rodzina przeniosła się do Indiany, gdzie jego ojciec został pastorem w Eel River Church of the Brethren. Po nabożeństwach Lauderdale zwykle podchodził do pianina i próbował odtworzyć hymny, które słyszał. Jego rodzice kupili dla niego pianino na aukcji i rozpoczął formalne studia muzyczne w wieku sześciu lat u Patricii Garrison. W 1976 Kerby przestał pełnić obowiązki duszpasterskie w zborze. W 1982 rodzina przeniosła się do Portland w stanie Oregon. Wówczas Lauderdale kontynuował naukę gry na fortepianie u Sylvii Killman, która do dziś jest jego trenerem i mentorem. Jego ojciec (Kerby), po rozwodzie, dokonał coming outu oraz powrócił do wykonywania obowiązków duszpasterskich i jest pierwszym otwarcie homoseksualnym pastorem w swoim zborze.

## Wykształcenie
Ukończył szkołę średnią Ulysses S. Grant High School w Portland w 1988. W czasie nauki w szkole średniej był przewodniczącym samorządu uczniowskiego i redaktorem The Grantonian.
W 1992 ukończył z wyróżnieniem studia historyczne i literackie na Harvardzie. Podczas studiów na Harvardzie wyciągał z biblioteki arie Pucciniego i Verdiego, by muzykować wspólnie z China Forbes.

## Zespół Pink Martini
W 1994 Lauderdale założył zespół Pink Martini, do repertuaru którego włączane były różnorodne gatunki muzyczne. Na zaproszenie Lauderdale’a do zespołu, jako solistka, dołączyła China Forbes. W ciągu 25 lat działalności Pink Martini Lauderdale sprzedał ponad 2,5 miliona albumów na całym świecie w swojej niezależnej wytwórni Heinz Records.
W 30. rocznicę powstania Pink Martini, zespół zaplanował na przełomie 2024/2025, serię koncertów (30th Anniversary Tour), w 2025 w Europie, w tym dwa koncerty w Polsce, po wieloletniej przerwie od ich ostatnich koncertów w Polsce.

## Występy i twórczość indywidualna
Oprócz pracy z Pink Martini, Lauderdale współpracował i występował z wieloma innymi artystami. Współpracował z zespołem surfingowym Satan's Pilgrims i pisarzem Tomem Spanbauerem.
Wiosną 2008 ukończył swoją pierwszą ścieżkę dźwiękową do filmu dokumentalnego, portretu pięciu nowojorskich artystek z różnych pokoleń, Our City Dreams w reżyserii Chiary Clemente.
W 2008 roku wystąpił jako solista fortepianowy w Fantazji Chóralnej Beethovena z Choral Arts Ensemble of Portland pod dyrekcją Rogera Doyle’a. W 2008 wystąpił jako solista fortepianowy w Koncercie F Gershwina z Oregon Symphony pod dyrekcją Christopha Campestriniego.
W 2011 Lauderdale ponownie wystąpił jako solista z Oregon Symphony, tym razem pod dyrekcją Carlosa Kalmara.
Występował jako solista z wieloma orkiestrami i zespołami, w tym z Oregon Symphony, Seattle Symphony, Portland Youth Philharmonic, Chamber Music Northwest, Choral Arts Ensemble of Portland i Oregon Ballet Theatre (gdzie współpracował z choreografem Jamesem Canfieldem nad baletem opartym na oryginalnej historii Bambi, napisanej przez Felixa Saltena w 1923).
W 2017 Lauderdale, wraz ze swoim partnerem Hunterem Noackiem, wykonał Rhapsody in Blue George’a Gershwina, aranżację na dwa fortepiany, we współpracy z choreografem Nicolo Fonte dla Oregon Ballet Theatre.
Ze współpracy z kabareciarką i piosenkarką Meow Meow powstał album Hotel Amour, 2018.
Jest kompozytorem muzyki filmowej.

## Aktywność polityczna
Interesował się polityką począwszy od szkoły średniej. W ratuszu Portland pracował najpierw w biurze stosunków międzynarodowych, pod kierownictwem burmistrza J. E. „Buda” Clarka, a później pod kierownictwem komisarz miasta Gretchen Kafoury nad miejskim rozporządzeniem dotyczącym praw obywatelskich.
Przez gubernatora Oregonu Neila Goldschmidta został powołany do Komitetu Doradczego ds. Wymiaru Sprawiedliwości dla Nieletnich, przez burmistrza Clarka do Metropolitalnej Komisji Młodzieży, a przez komisarza miasta Mike'a Lindberga do Grupy Zadaniowej ds. bezpieczeństwa publicznego w parkach.
W 1992 roku Lauderdale był zaangażowany w kampanie „No on 9” i „No on 13”, które były odpowiedzią na zmiany w konstytucji stanu Oregon mające na celu uznanie homoseksualności za nielegalną.
W czerwcu 2009 roku Lauderdale zorganizował wiec poparcia dla burmistrza Portland Sama Adamsa, pierwszego otwarcie homoseksualnego burmistrza dużego amerykańskiego miasta. Adams miał „romantyczny związek” z 17-letnim stażystą Beau Breedlove, obejmujący m.in. pocałunki i przed ukończeniem przez niego 18 roku życia.
W październiku 2011 roku Lauderdale i Pink Martini zorganizowali i wystąpili na wiecu wspierającym ruch Occupy. Wiec odbył się w centrum Portland na Pioneer Courthouse Square i obejmował przemówienia i występy Storm Large, a także kongresmenów z Oregonu.

## Nagrody
Doktorat honoris causa w dziedzinie sztuk pięknych Uniwersytetu Willamette (2018).

## Dyskografia
Wytwórnia Heinz Records wydała siedem albumów studyjnych Pink Martini (Sympathique dwie edycje). W 2011 zespół wydał album A Retrospective, zbiór najbardziej lubianych piosenek zespołu z ich 17-letniej kariery, który zawierał osiem utworów wcześniej niepublikowanych.
- Sympathique (1997)
- Hang On Little Tomato (2004)
- Hey Eugene! (2007)
- Splendor in the Grass (2009)
- Joy to the World (2010)
- A Retrospective (2011)
- Get Happy (2013)
- Je dis oui! (2016)
- Sympathique – 20th Anniversary Edition (2018)[20][21]

Nagrania wydane we współpracy wytwórni Heinz Records i Naïve Records.
- The Road – China Forbes (2024)[22][23]

Albumy Pink Martini nagrane we współpracy z innymi muzykami, wydane przez Heinz Records:
- 1969 (2011), z Saori Yuki(inne języki);
- Dream a Little Dream (2014), z The von Trapps(inne języki);
- Non Ouais! – The French Songs of Pink Martini (2018);
- Hotel Amour (Meow Meow & Thomas Lauderdale) (2018);
- Besame Mucho (Edna Vazquez & Pink Martini) (2019);
- Tomorrow (Jimmie Herrod & Pink Martini) (2019)[20][21].

Wytwórnia Heinz Records wydała jedno koncertowe nagranie DVD Pink Martini:
- Discover The World: Live Concert DVD (2009) Heinz Records.

Pink Martini współpracowało, w zakresie nagrań oraz dystrybucji z wytwórniami:
- Naïve Records we Francji[24]
- Wrasse Records w Wielkiej Brytanii i Ameryce Południowej[25];
- Audiogram w Kanadzie[26]
- Vinyl Me, Please (VMP)[27];
- Inertia Recordings w Australii i Nowej Zelandii[28];
- Ales Music w Korei[29].

## Życie osobiste
Lauderdale mieszka, ze swoim partnerem Hunterem Noackiem, w śródmieściu Portland w stanie Oregon. Należy do społeczności LGBTQ w Portland.